# Днестровские мелодии
«Днестровские мелодии» молд. Melodii nistrene — советский музыкальный телефильм 1973 года созданный к 50-летия Молдавской Советской Социалистической Республики на студии Телефилм-Кишинэу. 

## Сюжет
Фильм снимался к празднованию 50-летия Молдавской Автономной Советской Социалистической Республики. Показаны успехи строительства социализма на берегах Днестра и дружбы между русским, украинским и молдавским народами. Многие здания (гостиница «Интурист», дворец «Октомбрия»), появляющиеся в картине, были построены к юбилею МАССР.
В фильме звучали песни на молдавском и русском языках, исполняемые популярными молдавскими исполнителями, а в перерывах между ними голос за кадром воспевал историю и географию Днестровского региона.

## Создание
В начале 1973 год София Ротару сдавала сессию на заочном отделении Государственного института искусств имени Г. Музическу где познакомилась с композитором Евгением Догой.
Дога написал «Песню о Кишиневе» в соавторстве с поэтами Т. Воде и В. Лазаревым по заданию ЦК КП Молдавии для документального фильма (который позднее и стал Днестровскими мелодиями). Авторы долго не могли подобрать исполнительницу, а сроки сдачи картины приближались. Доге посоветовали прослушать студентку третьего курса из Черновцов. Ротару так исполнила песню, что надобность в поисках другой исполнительницы отпала. Авторы согласились с предложением Ротару изменить название песни по первой строке на «Мой белый город». Часть куплетов в фильме исполнялось на русском, часть на молдавском.
В этом же году эту песню в исполнении Софии Ротару было решено отправить на фестиваль «Золотой Орфей» в Болгарии, где она стала лауреатом первой премии, а вскоре и заслуженной артисткой Украинской ССР. 

## В ролях
- София Ротару
- Мария Кодряну
- Надежда Чепрага
- Ион Суручану

Также в эпизодах появляются Эмиль Лотяну и Евгений Дога.